# US-amerikanische Badmintonmeisterschaft 1976
Die US-amerikanische Badmintonmeisterschaft 1976 fand vom 12. bis zum 14. April 1976 in Philadelphia statt.

## Finalresultate
| Disziplin    | Sieger                     | Finalist                    | Ergebnis          |
| ------------ | -------------------------- | --------------------------- | ----------------- |
| Herreneinzel | Chris Kinard               | Ray Park                    | 10-15, 15-9, 15-8 |
| Dameneinzel  | Pam Brady                  | Judianne Kelly              | 11-8, 11-7        |
| Herrendoppel | Don Paup Bruce Pontow      | Gary Higgins Bob Dickie     | 15-10, 15-11      |
| Damendoppel  | Pam Brady Rosine Lemon     | Janet Wilts Diana Osterhues | 15-7, 15-9        |
| Mixed        | Mike Walker Judianne Kelly | Jim Poole Vicky Toutz       | 15-11, 15-8       |